# Jens Bogren
Jens Peter Daniel Bogren (* 13. listopadu 1979, Švédsko) je švédský hudební producent a zvukový inženýr zaměřující se převážně na rockovou a metalovou hudbu. Je známý pro práci s kapelami jako jsou mimo jiné Opeth, Dimmu Borgir, Arch Enemy, Kreator či Sepultura. Je také vlastníkem a zakladatelem nahrávacího studia Fascination Street Studios ve švédském městě Örebro.